# Mark Wohlers
Mark Edward Wohlers (né le 23 janvier 1970 à Holyoke, Massachusetts, États-Unis) est un ancien lanceur droitier de baseball.
Il évolue dans la Ligue majeure de baseball comme lanceur de relève de 1991 à 2002. Il joue notamment de 1991 à 1999, avec les Braves d'Atlanta, avec qui il remporte la Série mondiale 1995. Il est stoppeur d'Atlanta de 1995 à 1997 et représente le club au match des étoiles en 1996.

## Carrière

### Débuts
Choisi par les Braves d'Atlanta au 8e tour de sélection du repêchage de 1988, Mark Wohlers évolue pour cette équipe de 1991 à 1999. Il joue son premier match le 17 août 1991 et le 11 septembre suivant est l'un des trois lanceurs des Braves à réussir un match sans coup sûr combiné. Dans une victoire de 1-0 d'Atlanta sur San Diego, Wohlers succède Kent Mercker au monticule et lance les 7e et 8e manches d'un match complété par Alejandro Peña. Il partage les deux saisons suivantes entre les majeures et les ligues mineures afin de corriger sa propension à allouer des buts sur balles, mais participe néanmoins aux séries éliminatoires avec Atlanta de 1991 à 1993.

### Braves d'Atlanta
Élevé au rôle de stoppeur en 1995, Wohlers réalise 112 sauvetages pour Atlanta : 25 en 1995, 39 en 1996 et 33 en 1997. Il affiche sa meilleure moyenne de points mérités en 1995 avec une marque de 2,09 en 64 manches et deux tiers lancées. L'année suivante, il accorde près d'un point mérité de plus par partie mais sa moyenne de 3,03 demeure meilleure que la majorité des releveurs de la ligue. En 1996, Wohlers reçoit son unique invitation en carrière au match des étoiles. Les succès de Wohlers sont non seulement attribuables à un meilleur contrôle mais à la vitesse de ses lancers : durant l'entraînement de printemps en 1995, une de ses balles rapides est chronométrée à 166 km/h, alors un record.
Après avoir lancé dans les Séries mondiales perdues par les Braves en 1991 et 1992, Wohlers fait partie de l'équipe championne de la Série mondiale 1995 et protège les 4 victoires de son club dans cette finale contre Cleveland. Le 28 octobre 1995 à Atlanta, après que Tom Glavine eut lancé 8 manches en n'accordant qu'un coup sûr, Wohlers lance la 9e manche qui donne aux Braves le premier titre de leur histoire, retirant pour mettre fin au match Kenny Lofton, Paul Sorrento et, enfin, Carlos Baerga.
Wohlers lance aussi pour Atlanta en Série mondiale 1996, mais le résultat est fort différent. Entré dans la partie en 8e manche du 4e match pour protéger ce qui s'annonçait comme une victoire des Braves, il accorde deux simples avant que Jim Leyritz ne frappe contre lui un coup de circuit de 3 points qui permet aux Yankees de New York d'égaler le score à 6-6. Cette mauvaise performance de Wohlers est considérée, à tort ou à raison, comme le point tournant de la série, puisque après avoir perdu ce match qu'ils menaient 6-0, les Braves perdent en 6 matchs la finale face aux Yankees.
Le circuit de Leyritz est parfois mentionné comme la cause des insuccès connus par Wohlers dans la seconde moitié de sa carrière, mais il demeure un releveur efficace la saison suivante, avec 33 sauvetages et une moyenne de points mérités de 3,50. À partir de 1998, cependant, il semble du jour au lendemain perdre son habileté à lancer des prises,,. Il accorde 33 buts sur balles en seulement 20 manches lancées pour Atlanta en 1998 et, envoyé dans les mineures pour corriger le problème, il en alloue 37 en seulement 13 manches.

### Dernières saisons
Le 16 avril 1999, les Braves échangent aux Reds de Cincinnati Mark Wohlers, qui n'a eu le temps de jouer que deux matchs de la nouvelle saison, et obtiennent en retour John Hudek, un autre lanceur droitier. Le lendemain de l'échange, Wohlers est placé sur la liste des joueurs inactifs pour un trouble anxieux. Un mois plus tard, il subit une opération Tommy John au coude droit et ne fait ses débuts avec Cincinnati qu'en 2000. Le 1er juillet 2001, les Reds l'échangent contre un joueur des ligues mineures aux Yankees de New York, avec qui il termine la saison et apparaît dans un match des séries éliminatoires. Joueur des Indians de Cleveland en 2002, Wohlers voit sa carrière prendre fin lorsqu'il est forcé de subir une seconde opération Tommy John en 2003 mais est incapable de regagner les majeures.
Mark Wohlers a joué 533 matchs, tous comme lanceur de relève, dans le baseball majeur. Sa moyenne de points mérités en carrière s'élève à 3,97. Il compte 39 victoires, 29 défaites, 119 sauvetages et 557 retraits sur des prises en 553 manches et un tiers lancées. Dans les séries éliminatoires, Wohlers a 9 sauvetages, une victoire, deux défaites, une moyenne de points mérités de 2,35 et 44 retraits sur des prises en 38 manches et un tiers lancées au total lors de 39 présences au monticule.